# ماريانا إسكندر
ماريانا إسكندر هي مُحامية ورائدةُ أعمالٍ اجتماعية أمريكية-مصرية الأصل. تشغل منصب الرئيس التنفيذي لمؤسسة ويكيميديا منذ 5 يناير (كانون الثاني) 2022. تعمل حاليًا الرئيس التنفيذي لمنظمة هارمبي لتسريع توظيف الشباب [الإنجليزية] (بالإنجليزية: Harambee Youth Employment Accelerator)‏، وكانت سابقًا مدير العمليات لجمعية تنظيم الأسرة الأمريكية في نيويورك.

## بداية حياتها وتعليمها
ولدت ماريانا إسكندر في القاهرة مصر، حيث عاشت قبل أن تهاجر إلى الولايات المتحدة مع عائلتها في سن الرابعة. استقرت عائلتها في راوند روك بولاية تكساس. تخرجت ماريانا من جامعة رايس بدرجة امتيازٍ في علم الاجتماع قبل أن تحصل على درجة الماجستير من جامعة أكسفورد كباحثة ضمن منحة رودس، حيث أسست جمعية رودس للنساء. في عام 2003 تخرجت من كلية ييل للحقوق.

## حياتها المهنية
بدأت ماريانا بعد تخرجها من جامعة أكسفورد العمل، حيث كانت شريكًا في شركة ماكينزي وشركاه بعد تخرجها من كلية الحقوق بجامعة ييل، وعملت في دياني وود في محكمة الاستئناف بالدائرة السابعة [الإنجليزية] في إلينوي بشيكاغو. ثم عملت مستشارةً لرئيس جامعة رايس، ديفيد ليبرون [الإنجليزية]. تركت ماريانا بعد عامين وظيفتها في رايس لتتولى منصب مدير العمليات في جمعية تنظيم الأسرة الأمريكية في نيويورك. عملت أيضًا مستشارًا إستراتيجيًا لشركة (W.L. Gore & Associates)، وكاتبًا قانونيًا في (Cravath, Swaine & Moore) بنيويورك، و (Vinson & Elkins) في هيوستن.
بعد الوقت الذي قضته في جمعية تنظيم الأسرة الأمريكية، بدأت ماريانا العمل في عام 2012 رئيسًا للعمليات في مؤسسة هارمبي لتسريع توظيف الشباب [الإنجليزية] في جنوب أفريقيا؛ وذلك قبل أن تصبح الرئيس التنفيذي لها في عام 2013. تُركز هذه المؤسسة على ربط أرباب العمل بالعاملين لأول مرة؛ وذلك لتقليل بطالة الشباب وزيادة الاحتفاظ بهم. تُريد ماريانا من أصحاب العمل أن ينظروا إلى توظيف العمال الجدد والاحتفاظ بهم بأنه ليس عملًا خيريًا ولكنهُ موهبة. تمكنت مؤسسة هارمبي من توسيع نطاقها وفعاليتها عبر بناء مجموعة كبيرة من العمال يسهل التنقل فيها وإثبات أنه يمكن توظيف الشباب بنجاح. خلال فترة عملها رئيسًا تنفيذيًا، قادت المؤسسة لتصبح واحدةً من المؤسسات غير الربحية الرائدة في جنوب أفريقيا، ومساهمًا كبيرًا في توظيف شباب جنوب أفريقيا، حيث ربطت 100 ألف عامل شاب بفرص عمل بالشراكة مع 500 شركة حتى يونيو (حزيران) 2019.
أُعلن في 14 سبتمبر (أيلول) 2021 أنَّ ماريانا إسكندر ستكون المدير التنفيذي القادم لمؤسسة ويكيميديا، على أن تبدأ العمل في 5 يناير (كانون الثاني) 2022.

## الجوائز والأوسمة
حصلت ماريانا على العديد من الجوائز والزمالات البارزة. وتشمل هذه جائزة سكول لريادة الأعمال الاجتماعية، وجائزة الخريجين المتميزين من كلية الحقوق بجامعة ييل. حصلت في عام 2002 على زمالة بول وديزي سوروس للأمريكيين الجدد، والتي تُمنح للمهاجرين أو لأبناء المهاجرين «الذين هم على استعداد لتقديم مساهمات كبيرة للمجتمع أو الثقافة الأمريكية أو مجالهم الأكاديمي». حصلت على منحة رودس ومنحة هاري إس. ترومان [الإنجليزية]. كانت أيضًا عضوًا في صف 2006 لزملاء هنري كراون في معهد آسبن [الإنجليزية]، وفي شبكة أسبن للقيادة العالمية. تم الاعتراف بالمنظمة وقيادتها بجوائز وتمويل من منظمات مثل مؤسسة سكول‏ والوكالة الأمريكية للتنمية الدولية.

## منشورات
نشرت ماريانا مقالتين في مجلات ييل القانونية، تحت عناوين: "Why Legal Education is Failing Women" و"Methodology Matters". ذُكرت أيضًا في كتابين، "View from the Top" بقلم مايكل ليندسي و "Make Trouble" لتشيسيل ريتشاردز. كما نشرت مقالات في بوابة أفريقيا وديلي مافريك [الإنجليزية] جنوب أفريقيا.

### لقاءات ومقابلات
تحدثت ماريانا في كلية كلينتون للخدمة العامة [الإنجليزية] بجامعة أركنساس. وقد أجرت مقابلاتٍ ولقاءاتٍ مع كلية الحقوق بجامعة ييل، ومؤسسة سكول وكيب توك [الإنجليزية].